# Algorytm sterowania sinusoidalnego
Algorytm sterowania sinusoidalnego stosowany jest do sterowania układem łańcuchowym (robotem). Pozwala on odpowiedzieć na pytanie: „Jakie sterowanie należy użyć, aby wszystkie współrzędne osiągnęły zadaną wartość”.
Układ łańcuchowy sterowany jest poprzez dwa sygnały {\displaystyle u.} Przy czym niezależnie sterowane są tylko dwie pierwsze współrzędne. Pozostałe współrzędne zależne są od wartości współrzędnych niezależnych oraz od wartości sygnału sterującego. Algorytm sterowania sinusoidalnego proponuje wysterowanie osobno każdej współrzędnej zaczynając od {\displaystyle x_{1}} i {\displaystyle x_{2},} a kończąc na {\displaystyle x_{n}.}

## Pierwszy krok

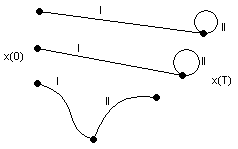
Przykład sterowania dla trzech zmiennych, I i II oznaczają numer kroku.

Pierwszy krok polega na wysterowaniu {\displaystyle x_{1}} i {\displaystyle x_{2}} tak, aby osiągnęły one zadaną wartość. W tym celu wyznaczana jest stała wartość sterowania. Następnie wyznaczana jest wartość pozostałych współrzędnych. Będzie to wartość początkowa, od której zacznie się drugi krok. W pierwszym kroku następuje także podział zadanego czasu T na {\displaystyle n-1} części {\displaystyle ([0,t_{1},t_{2},\dots ,T]).} W każdej kolejnej części będzie powtarzany krok drugi.
Sterowanie:
{\displaystyle u_{1}={\frac {x_{1}(T)-x_{1}(0)}{\tau }}=\mathrm {const} ,}
{\displaystyle u_{2}={\frac {x_{2}(T)-x_{2}(0)}{\tau }}=\mathrm {const} .}
Przykładowy układ i współrzędna zależna:
{\displaystyle x_{1}'=u_{1},}
{\displaystyle x_{2}'=u_{2},}
{\displaystyle x_{3}'=x_{2}u_{1}.}
Wykonuje się całkowanie drugiego wzoru, przez co otrzymuje się:
{\displaystyle x_{2}(t)-x_{2}(0)=u_{2}t.}
Wzór ten jest podstawiany do trzeciego wzoru:
{\displaystyle x_{3}'=x_{2}u_{1}=[x_{2}(0)+u_{2}t]u_{1},}
{\displaystyle x_{3}(\tau )=x_{3}(0)+\int \limits _{0}^{\tau }[x_{2}(0)u_{1}+u_{1}u_{2}s]\,ds.}

## Drugi krok
Po wyznaczeniu wartości początkowej kolejnej współrzędnej przystępuje się do wyszukania sterowań, które pozwolą ustawić współrzędną na jej zadanym położeniu, a także zapewnią, że poprzednie współrzędne będą znajdowały się w tym samym miejscu co na początku odcinka czasu. Tymi sterowaniami są sygnały sinus oraz cosinus. Są one niezależne od siebie i pozwalają uzyskać to, czego się oczekuje. Dzięki tym sygnałom kolejna współrzędna zostaje ustawiona we wskazanym miejscu, a pozostałe (po wykonaniu ruchu po okręgu) pozostają w swoim poprzednim położeniu.
Sterowanie:
{\displaystyle u_{1}(t)=a\sin \omega t,}
{\displaystyle u_{2}(t)=b\cos \omega t,}
{\displaystyle \omega ={\frac {2\pi }{\tau }},}
gdzie {\displaystyle a} i {\displaystyle b} są wartościami szukanymi.

## Dowód na poprawność sterowania
Zakładając, że {\displaystyle x_{1},x_{2}} znalazły się na swoich docelowych pozycjach. Należy sprawdzić czy sterowanie w czasie {\displaystyle [\tau ,2\tau ]{:}}
{\displaystyle u_{1}(t)=a\sin \omega t,}
{\displaystyle u_{2}(t)=b\cos \omega t,}
{\displaystyle \omega ={\frac {2\pi }{\tau }}}
da oczekiwany wynik, czyli {\displaystyle x_{1}(2\tau )=x_{1}(\tau ),} {\displaystyle x_{2}(2\tau )=x_{2}(\tau ){:}}
{\displaystyle x_{1}(2\tau )=x_{1}(\tau )+\int \limits _{\tau }^{2\tau }asin\omega sds,}
{\displaystyle x_{1}(2\tau )=x_{1}(\tau )-{\frac {a}{\omega }}[\cos \omega s]_{\tau }^{2\tau },}
{\displaystyle x_{1}(2\tau )=x_{1}(\tau )-{\frac {a}{\omega }}\cos \omega 2\tau +{\frac {a}{\omega }}\cos \omega \tau ,}
{\displaystyle x_{1}(2\tau )=x_{1}(\tau )-{\frac {a}{\frac {2\pi }{\tau }}}\cos {\frac {2\pi }{\tau }}2\tau +{\frac {a}{\frac {2\pi }{\tau }}}\cos {\frac {2\pi }{\tau }}\tau ,}
{\displaystyle x_{1}(2\tau )=x_{1}(\tau )-{\frac {a}{\frac {2\pi }{\tau }}}+{\frac {a}{\frac {2\pi }{\tau }}}=x_{1}(\tau ).}
Powyżej przedstawiony został dowód dla pierwszej zmiennej. Podobny dowód można przeprowadzić dla drugiej zmiennej. Wynika z tego, że zastosowane sterowanie pozwala uzyskać żadaną stałość zmiennych niezależnych.

## Przykład
Zakładając układ o stanie początkowym {\displaystyle x_{0}=(0,0,0)^{T},} zadanym stanie końcowym {\displaystyle x_{T}=(2,2,{\frac {\pi }{4}})^{T}} oraz czasie {\displaystyle T} = 4, w którym należy przejść ze stanu {\displaystyle x_{0}} do stanu {\displaystyle x_{T};} {\displaystyle \tau } będzie w tym przypadku równe 2.
Pierwszy krok, to policzenie stałego sterowania oraz wartości początkowej trzeciej współrzędnej. Obydwa sterowania są sobie równe i wynoszą: {\displaystyle u_{1}=u_{2}={\frac {2}{\tau }}.} Natomiast trzecia współrzędna będzie miała wartość:
{\displaystyle x_{3}(\tau )=x_{3}(0)+\int \limits _{0}^{\tau }[x_{2}(0)u_{1}+u_{1}u_{2}s]ds=\int \limits _{0}^{\tau }u_{1}u_{2}sds={\frac {4}{\tau ^{2}}}{\frac {1}{2}}[s^{2}]_{0}^{\tau }=2.}
W drugim i ostatnim kroku wylicza się wartość {\displaystyle a} i {\displaystyle b} dla sterowań:
{\displaystyle x_{3}(2\tau )=x_{3}(\tau )+{\frac {ab\tau ^{2}}{4\pi }}=x_{3}(T),}
{\displaystyle 2+{\frac {ab\tau ^{2}}{4\pi }}={\frac {\pi }{4}},}
{\displaystyle ab={\frac {\pi ^{2}-8\pi }{\tau ^{2}}},}
{\displaystyle a={\frac {\pi }{\tau }},} {\displaystyle b={\frac {\pi -8}{\tau }}.}